# Kritiás
Kritiás (460 př. n. l. – 403 př. n. l.) byl řecký státník a filozof. Byl Gorgiovým a Sokratovým žákem. Pocházel z aristokratického rodu. Byl strýcem Platóna a je po něm pojmenován jeden z jeho spisů. Obdivoval Spartu a byl odpůrcem athénské demokracie. Po porážce Athén v peloponéské válce se stal hlavou třiceti oligarchů, tzv. 30 tyranů (vláda třiceti), kteří nastolili teror, který se obracel i proti umírněnějším příslušníkům vlastních řad.
Kritiova literární činnost byla mnohostranná: psal elegie a dramata, v prozaických spisech věnoval pozornost zejména ústavám řeckých států. Z Kritiových děl se dochovaly jen nepočetné zlomky. Nejdelší (42 veršů) a obsahově nejzajímavější je zlomek z dramatu Sisyfos, který obsahuje výklad funkce zákonů a náboženství.